# John Drummond, 1:e earl av Melfort
John Drummond, 1:e earl av Melfort, född 1649, död 1714, var en skotsk statsman, bror till James Drummond, 4:e earl av Perth.
Drummond blev 1684 skotsk statssekreterare och belönades för sin övergång till katolicismen med titlarna viscount (1685) och earl (1686) av Melfort. Han flydde vid 1688 års revolution samtidigt med Jakob II och utövade vid dennes hov ett starkt inflytande, varför han upprepade gånger genom andras påverkan på kungen förvisades därifrån. Enligt dennes sista vilja blev han 1701 liksom brodern titulär hertig.